# Aéroport de Nepalganj
Aéroport de Nepalgunj
L'aéroport de Nepalganj (code IATA : KEP • code OACI : VNNG) est un aéroport régional desservant la ville de Nepalgunj au Népal.
L'aéroport est entré en service en 1961. Il est le deuxième aéroport du pays, après l'aéroport de Katmandou, et le hub de la compagnie Flying Dragon Airlines.

## Situation
L'aéroport est situé à 165 mètres d'altitude.
| \| 100 km1:3 095 000 \| Bajura Bhadrapur Bhâratpur Bhojpur Biratnagar Dhangadhi Dolpa Janakpur Jomsom Jumla Katmandou Lamidanda Lukla Manang Meghauli Nepalganj Phaplu Pokhara Ramechhap Rukumkot Rumjatar Simara Siddharthanagar Simikot Surkhet Talcha Taplejung Thamkharka Tumlingtar Dang |
| 100 km1:3 095 000 |

## Installations
Il possède une piste, orientée 08/26, longue de 1504 mètres en asphalte.
L'aéroport est équipé pour recevoir des avions du Nepalese Army Air Service.

## Compagnies et destinations
| Compagnies     | Destinations                                                                   |
| -------------- | ------------------------------------------------------------------------------ |
| Buddha Air     | Katmandou-Tribhuvan                                                            |
| Nepal Airlines | Bajhang (en), Bajura, Chaurjahari-Rukumkot (en), Dolpa, Jumla, Simikot, Talcha |
| Sita Air       | Tribhuvannagar-Dang, Katmandou-Tribhuvan                                       |
| Tara Air       | Bajura, Dolpa, Jumla, Talcha, Simikot                                          |
| Yeti Airlines  | Katmandou-Tribhuvan                                                            |

## Statistiques
Pour des raisons techniques, il est temporairement impossible d'afficher le graphique qui aurait dû être présenté ici.

Voir la requête brute et les sources sur Wikidata.